# Улица Верещагина (Ломоносов)
Улица Вереща́гина — улица в городе Ломоносове Петродворцового района Санкт-Петербурга, в историческом районе Мартышкино. Проходит от улицы Дюма за улицу Галины Улановой.
Название известно с 1955 года. Дано в честь художника В. В. Верещагина, жившего в Мартышкине в 1870—1880-х годах.

## Перекрёстки
- улица Дюма
- Новогорская улица
- Сосновый переулок
- улица Галины Улановой